# Чемпіонат України з футболу серед жінок 2021—2022: вища ліга
Вища ліга чемпіонату України з футболу серед жінок 2021/2022 — 31-й сезон жіночого чемпіонату України з футболу.
24 лютого 2022 року поточний розіграш змагання було призупинено через російське вторгнення в Україну та введення на її території воєнного стану.
7 травня 2022 року Виконком УАФ, провівши засідання за допомогою використання засобів зв’язку, ухвалив кілька важливих рішень, пов’язаних зі збройною агресією російської федерації та режимом воєнного стану в Україні:
Достроково завершити Чемпіонат України з футболу серед жіночих клубів Вищої ліги сезону 2021/2022 років.
Затвердити місця команд (без визначення переможця та призерів) у турнірній таблиці чемпіонату України серед клубів Вищої ліги сезону 2021/2022 відповідно до турнірного положення команд, яке вони займали за підсумками 1 етапу змагань, станом на 24 лютого 2022 року.
Нагородження медалями команд призерів не проводити.

## Команди

### Зміни серед команд
| Вийшли з Першої ліги 2020/21                 | Вилетіли з Вищої ліги 2020/21                                          |
| -------------------------------------------- | ---------------------------------------------------------------------- |
| «Колос» (Ковалівка) «Атекс» (Київ) «Кривбас» | «Ніка» (Миколаїв) «Буковинська Надія» (Великий Кучурів) (розформовано) |

«Кривбас» (Кривий Ріг) та «Ніка» (Миколаїв) підписали партнерську угоду, за якою новостворений «Кривбас» отримав місце «Ніки» у Вищій лізі, а «Ніка» стала виступати в Першій лізі.

### Стадіони
| Стадіон                         | Місто         | Кількість місць | Команда-господар        |
| ------------------------------- | ------------- | --------------- | ----------------------- |
| Центральний стадіон             | Умань         | 7552            | «Пантери»               |
| «Шахтар»                        | Нововолинськ  | 6000            | «Ладомир» (Володимир)   |
| «Енергія»                       | Нова Каховка  | 4000            | «Восход» (Стара Маячка) |
| «Західний»                      | Маріуполь     | 3063            | «Маріуполь»             |
| «Гірник»                        | Кривий Ріг    | 2500            | «Кривбас»               |
| «Нова Баварія»                  | Харків        | 2500            | «Житлобуд-2»            |
| «Старт»                         | Олешки        | 2200            | «Восход» (Стара Маячка) |
| «Авангард»                      | Зміїв         | 2059            | «Житлобуд-1» (Харків)   |
| «Азовець»                       | Маріуполь     | 1660            | «Маріуполь»             |
| «Олімпієць»                     | Люботин       | 1500            | «Житлобуд-1» (Харків)   |
| «Чемпіон»                       | Ірпінь        | 1000            | «Атекс» (Київ)          |
| Стадіон ім. Богдана Маркевича   | Винники       | 900             | «Карпати» (Львів)       |
| «Молодіжний»                    | Полтава       | 547             | «Житлобуд-2» (Харків)   |
| СТБ «Арсенал»                   | с. Щасливе    | 500             | «Атекс» (Київ)          |
| «Сокіл» (тренувальне поле)      | Львів         | 500             | «Карпати»               |
| Центральний стадіон             | смт Калинівка | 450             | «Колос» (Ковалівка)     |
| Стадіон Палацу дітей та юнацтва | Вінниця       | 439             | «ЕМС-Поділля»           |

## Турнірна таблиця (перший етап)
| М  | Команда       | І  | В  | Н | П  | РМ    | О  |
| -- | ------------- | -- | -- | - | -- | ----- | -- |
| 1  | «Житлобуд-2»  | 10 | 10 | 0 | 0  | 58−2  | 30 |
| 2  | «Житлобуд-1»  | 10 | 9  | 0 | 1  | 67−5  | 27 |
| 3  | «Кривбас»     | 10 | 7  | 1 | 2  | 26−7  | 22 |
| 4  | «Маріуполь»   | 10 | 5  | 1 | 4  | 15−21 | 16 |
| 5  | «Колос»       | 10 | 5  | 0 | 5  | 12−14 | 15 |
| 6  | «Ладомир»     | 10 | 4  | 2 | 4  | 22−20 | 14 |
| 7  | «ЕМС-Поділля» | 10 | 4  | 1 | 5  | 9−25  | 13 |
| 8  | «Восход»      | 10 | 4  | 1 | 5  | 11−18 | 13 |
| 9  | «Пантери»     | 10 | 2  | 0 | 8  | 10−46 | 6  |
| 10 | «Карпати»     | 10 | 2  | 0 | 8  | 13−51 | 6  |
| 11 | «Атекс»       | 10 | 0  | 0 | 10 | 3−51  | 0  |